# U-16-Fußball-Asienmeisterschaft 1986
Die zweite U-16-Fußball-Asienmeisterschaft wurde 1986 in Katar ausgetragen. Das Turnier begann am 15. November und endete am 22. November. Sieger wurde Südkorea durch einen Sieg im Elfmeterschießen gegen die Gastgeber. Die beiden Finalisten qualifizierten sich für die U-16-Fußball-Weltmeisterschaft 1987.

## Qualifikation
Die gemeldeten Mannschaften spielten die acht Endrundenteilnehmer aus. Aus dem Kreis der qualifizierten Nationen wurde der Gastgeber der Endrunde ausgewählt.

### Gruppe 1
Die Gruppe 1 spielte im August 1986 in Bagdad, Irak.
| Pl. | Verein  | Sp. | S | U | N | Tore    | Diff. | Punkte |
| --- | ------- | --- | - | - | - | ------- | ----- | ------ |
| 1.  | Bahrain | 2   | 2 | 0 | 0 | 007:200 | +5    | 04:0   |
| 2.  | Irak    | 2   | 1 | 0 | 1 | 005:300 | +2    | 02:20  |
| 3.  | Kuwait  | 2   | 0 | 0 | 2 | 000:700 | −7    | 0:40   |

### Gruppe 2
Die Gruppe 2 spielte im Mai 1986 in Jakarta, Indonesien. Dabei konnte sich der Gastgeber gegen Thailand, Malaysia und Singapur durchsetzen.

### Gruppe 3
Die Gruppe 3 spielte im Mai 1986 in Hongkong. Dabei konnte sich Nordkorea gegen China und die Gastgeber durchsetzen.

### Gruppe 4
Die Gruppe 4 spielte im August 1986 in Nagoya, Japan. Dabei konnte sich Südkorea gegen die Gastgeber und die Philippinen durchsetzen.

## Endrunde
Die Endrunde wurde vom 15. bis 22. November 1986 in Doha, Katar, ausgetragen.

### Gruppe A
| Pl. | Verein        | Sp. | S | U | N | Tore    | Diff. | Punkte |
| --- | ------------- | --- | - | - | - | ------- | ----- | ------ |
| 1.  | Katar         | 3   | 3 | 0 | 0 | 008:100 | +7    | 06:0   |
| 2.  | Saudi-Arabien | 3   | 2 | 0 | 1 | 006:200 | +4    | 04:20  |
| 3.  | Bangladesch   | 3   | 1 | 0 | 2 | 003:800 | −5    | 02:40  |
| 4.  | Indonesien    | 3   | 0 | 0 | 3 | 002:800 | −6    | 0:60   |

### Gruppe B
| Pl. | Verein    | Sp. | S | U | N | Tore    | Diff. | Punkte |
| --- | --------- | --- | - | - | - | ------- | ----- | ------ |
| 1.  | Südkorea  | 3   | 1 | 2 | 0 | 005:000 | +5    | 04:20  |
| 2.  | Nordkorea | 3   | 0 | 3 | 0 | 004:400 | ±0    | 03:30  |
| 3.  | Birma     | 3   | 1 | 1 | 1 | 002:600 | −4    | 03:30  |
| 4.  | Bahrain   | 3   | 0 | 2 | 1 | 003:400 | −1    | 02:40  |

### Halbfinale
|              |   |               |     |
| 22. November |   |               |     |
| Südkorea     | – | Saudi-Arabien | 1:0 |
| 22. November |   |               |     |
| Katar        | – | Nordkorea     | 1:0 |

### Spiel um den dritten Platz
|               |   |           |     |
| 22. November  |   |           |     |
| Saudi-Arabien | – | Nordkorea | 2:0 |

### Finale
|              |   |       |                |
| 22. November |   |       |                |
| Südkorea     | – | Katar | 0:0, 5:4 i. E. |

## Ergebnis
Die Finalisten Südkorea und Katar sowie Saudi-Arabien für die U-16-Fußball-Weltmeisterschaft 1987.